# Guy Stéphan
Guy Stéphan (Ploumilliau, 17 oktober 1956) is een Frans voetbalcoach en voormalig voetballer die speelde als aanvaller.

## Carrière
Stéphan maakte in 1976 zijn profdebuut voor EA Guingamp waarna hij in 1980 ging spelen voor Stade Rennes. Hij speelde er maar één seizoen en maakte een transfer naar Le Havre AC waar hij twee seizoenen bleef spelen alvorens in 1983 naar US Orléans over te stappen, hij eindigde zijn carrière bij SM Caen in 1987 door een auto-ongeluk op 29-jarige leeftijd.
Hij ging toen aan de slag als jeugdcoach bij SM Caen, maar een jaar later was hij coach bij FC Montceau Bourgogne en nog een jaar later bij FC Annecy. Onder Jean Tigana en Raymond Domenech was hij assistent-coach van Olympique Lyon van 1992 tot 1995 dan was hij er een jaar trainer.
In 1997 ging hij als trainer aan de slag bij Girondins Bordeaux, toen dit op niets uitdraaide werd hij assistent-coach van Roger Lemerre bij het Frans voetbalelftal, ook onder zijn opvolger Jacques Santini was hij nog tweede trainer. Hij werd bondscoach van Senegal in 2003 en bleef in functie tot 2005.
Hij werd terug assistent onder Jean Tigana maar nu bij de Turkse club Beşiktaş JK, twee seizoenen later is hij assistent onder Didier Deschamps bij Olympique Marseille wanneer deze bondscoach werd van Frankrijk in 2012 maakte hij mee de overstap. Dat maakt dat hij tweede werd op het EK voetbal 2016 in eigen land en wereldkampioen werd in 2018 in Rusland.

## Privéleven
Hij heeft een zoon die ook voetballer was en trainer is Julien.

## Erelijst

### Als assistent-trainer
| Ligue 1               | 1x | 2009/10                   |
| Coupe de la Ligue     | 3x | 2009/10, 2010/11, 2011/12 |
| Trophée des Champions | 2x | 2010, 2011                |

| Competitie                     | Winnaar   | Winnaar   | Runner-up | Runner-up | Derde     | Derde     |
| Competitie                     | Aantal    | Jaren     | Aantal    | Jaren     | Aantal    | Jaren     |
| Frankrijk                      | Frankrijk | Frankrijk | Frankrijk | Frankrijk | Frankrijk | Frankrijk |
| ------------------------------ | --------- | --------- | --------- | --------- | --------- | --------- |
| Europees kampioenschap voetbal |           |           | 1x        | 2016      |           |           |
| Wereldkampioenschap voetbal    | 1x        | 2018      |           |           |           |           |